# Liste der Biografien/Isc
Liste der Biografien |
Portal Biografien |
Personensuche
# |
A |
B |
C |
D |
E |
F |
G |
H |
I |
J |
K |
L |
M |
N |
O |
P |
Q |
R |
S |
T |
U |
V |
W |
X |
Y |
Z |
?
 
Ia |
Ib |
Ic |
Id |
Ie |
If |
Ig |
Ih |
Ii |
Ij |
Ik |
Il |
Im |
In |
Io |
Ip |
Iq |
Ir |
Is |
It |
Iu |
Iv |
Iw |
Ix |
Iy |
Iz
 
Isa |
Isb |
Isc |
Isd |
Ise |
Isf |
Isg |
Ish |
Isi |
Isj |
Isk |
Isl |
Ism |
Isn |
Iso |
Isp |
Isr |
Iss |
Ist |
Isu |
Isw |
Isy
Die Liste der Biografien führt alle Personen auf, die in der deutschsprachigen Wikipedia einen Artikel haben. Dieses ist eine Teilliste mit 34 Einträgen von Personen, deren Namen mit den Buchstaben „Isc“ beginnt.

## Isc

### Isca
- İşcan, Elit (* 1994), türkische Schauspielerin
- İşcan, Eray (* 1991), türkischer Fußballtorwart
- İşcan, Haşim (1898–1968), türkischer Politiker

### Isch
- Isch Schalom, Mordechai (1901–1991), israelischer Politiker
- Isch-Boschet, Sohn von König Saul
- Ischajew, Wiktor Iwanowitsch (* 1948), russischer Politiker
- Ischakow, Margub Timergalijewitsch (1923–1992), tatarischer Generalmajor der Chinesischen Volksbefreiungsarmee
- Ischangulyjewa, Merdschen (* 1988), kasachische Hürdenläuferin turkmenischer Herkunft
- Ischchanow, Juri Pawlowitsch (1929–2009), sowjetisch-russischer Bildhauer und Hochschullehrer
- Ischdonat, Daniel (* 1976), deutscher Fußballtorhüter
- Ischer, Theophil (1885–1954), Schweizer Lehrer und Prähistoriker
- Ischer, Yvan (* 1961), Schweizer Jazzmusiker (Tenorsaxophon, auch Alt- und Sopransaxophon) und Jazzjournalist
- Ischewski, Wassili Petrowitsch (1863–1926), russisch-sowjetischer Metallurg und Hochschullehrer
- Ischi, Takeo (* 1947), japanischer Sänger und Jodler
- Ischimowa, Alexandra Ossipowna (1805–1881), russische Kinder- und Jugendbuchautorin und Übersetzerin
- Ischinger, Barbara (* 1949), deutsche Wissenschaftlerin und OECD-Diplomatin
- Ischinger, Wolfgang (* 1946), deutscher DiplomatWolfgang Ischinger (* 1946)

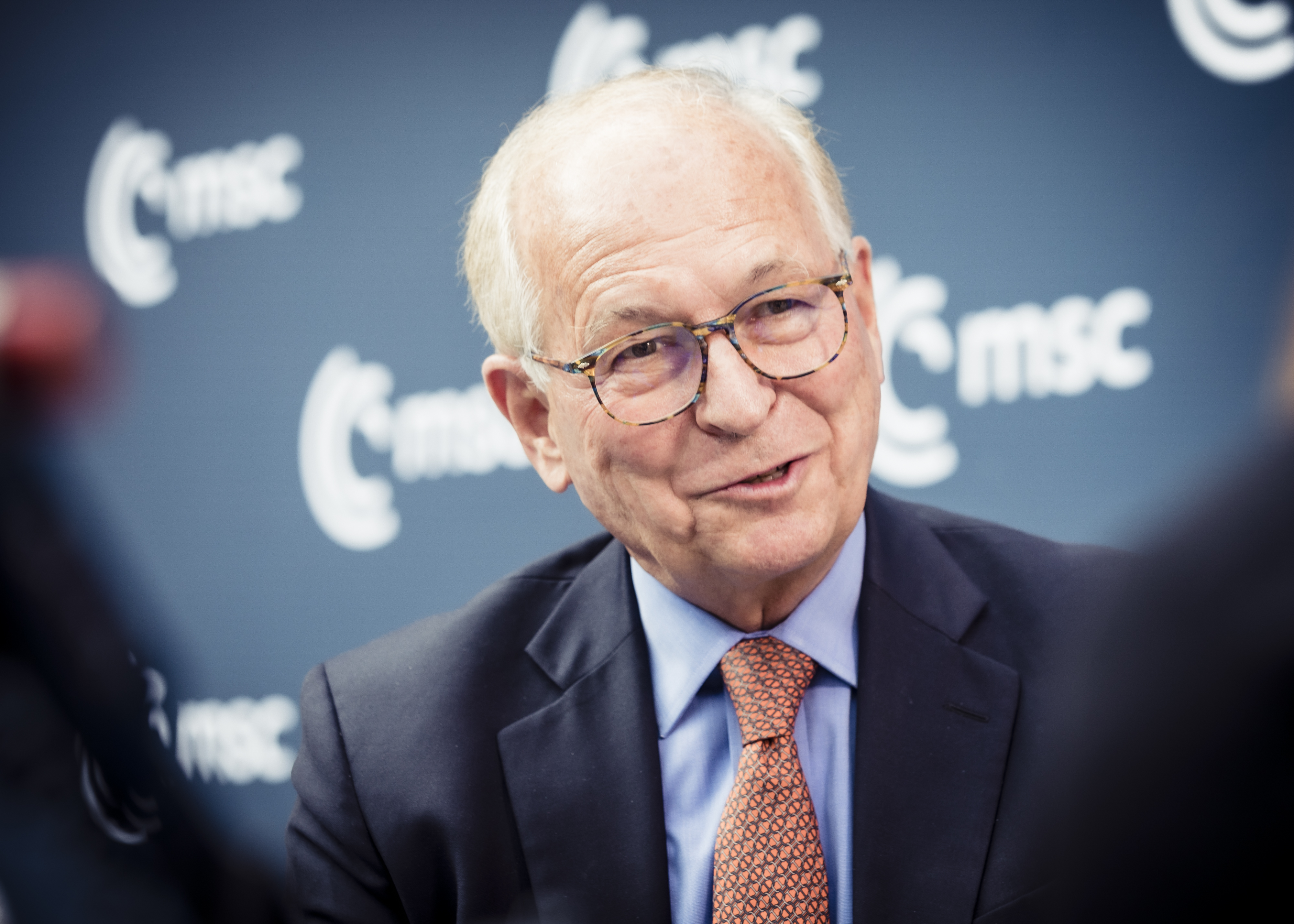
Wolfgang Ischinger (* 1946)

- Ischirkow, Anastas (1868–1937), bulgarischer Geograf
- Ischlinski, Alexander Juljewitsch (1913–2003), sowjetischer und russischer Mechaniker und Mathematiker
- Ischmametjew, Alexei Wiktorowitsch (* 1988), russischer Eishockeyspieler
- Ischmuratow, Airat Rafailowitsch (* 1973), russisch-kanadischer Komponist, Dirigent und Klezmer-Klarinettist
- Ischmuratowa, Swetlana Irekowna (* 1972), russische Biathletin
- Ischo-Jab III. († 659), Patriarch der Assyrischen Kirche des Osten
- Ischowa, Jekaterina Jurjewna (* 1989), russische Mittel- und Langstreckenläuferin
- Ischreyt, Heinz (1917–1993), deutschbaltischer Germanist und Publizist
- Ischtschenko, Mychajlo (* 1950), sowjetischer Handballspieler
- Ischtschenko, Natalja Sergejewna (* 1986), russische Synchronschwimmerin
- Ischtschenko, Pawlo (* 1992), ukrainischer Boxer
- Ischtschenko, Wolodymyr (* 1982), ukrainischer Soziologe
- Ischutko, Ihor (* 1983), ukrainischer Freestyle-Skier

### Isci
- İşçil, Bade (* 1983), türkische Schauspielerin
- İşçiler, Batuhan (* 1995), türkischer Fußballspieler

### Isco
- Isco (* 1992), spanischer FußballspielerIsco (* 1992)

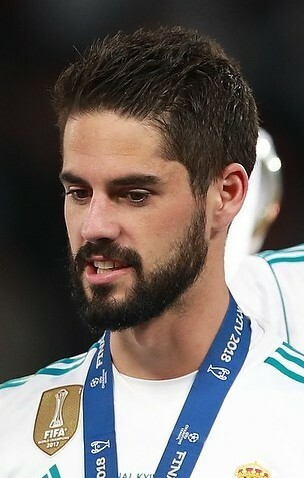
Isco (* 1992)

- Iscove, Robert (* 1947), kanadischer Filmregisseur und Filmproduzent